# Râul Turișor
Râul Turișor este un râu afluent al râului Tur. 